# Adri van Male
Adriaan „Adri” van Male (ur. 7 października 1910, zm. 11 października 1990) – holenderski piłkarz grający na pozycji bramkarza. Z reprezentacją Holandii, w której barwach rozegrał 15 meczów, brał udział w mistrzostwach świata 1934 (jako rezerwowy) i 1938. Przez dziewięć lat był zawodnikiem Feyenoordu, z którym dwa razy zdobył mistrzostwo i raz Puchar kraju.

## Kariera piłkarska
- 1930-39 –  Feyenoord

## Sukcesy piłkarskie
- mistrzostwo Holandii 1936 i 1938 oraz Puchar Holandii 1935 z Feyenoordem Rotterdam

W barwach Feyenoordu Rotterdam rozegrał 221 meczów.
W reprezentacji Holandii między 1932 i 1940 roku rozegrał 15 meczów. Uczestniczył w mistrzostwach świata 1934 i 1938, na boisku pojawiając się raz, w przegranym 0:3 meczu z reprezentacją Czechosłowacji w pierwszej rundzie mistrzostw świata 1938.